# Sekaliporus
Sekaliporus is een geslacht van kevers uit de familie  waterroofkevers (Dytiscidae).
Het geslacht is voor het eerst wetenschappelijk beschreven in 1997 door Watts.

## Soorten
Het geslacht omvat de volgende soort:
- Sekaliporus kriegi Watts, 1997